# Playa de Les Marines
La playa de Les Marines es una playa de arena del municipio de Denia en la provincia de Alicante (España).
Limita al norte con la Barranco de l´Alter y al sur con el Barranco del Regatxo y tiene una longitud de 3.147 m, con una amplitud de 80 metros.
Se sitúa en un entorno urbano, disponiendo de acceso por calle, camino y carretera. Es accesible para personas con discapacidad y cuenta con balizamiento.
Emplazada entre las playas de Les Bovetes y Albaranes.
- Esta playa cuenta con el distintivo de Bandera Azul.[1]